# Buhoma procterae
Espèce
Synonymes
- Geodipsas procterae Loveridge, 1922

Statut de conservation UICN

 VU B1ab(iii)+2ab(iii) : Vulnérable
Buhoma procterae est une espèce de serpents de la famille des Lamprophiidae.

## Répartition
Cette espèce est endémique des monts Uluguru en Tanzanie.

## Description
L'holotype de Buhoma procterae, un mâle, mesure 386 mm dont 76 mm pour la queue. Cette espèce a le dos violacé iridescent et la face ventrale un peu plus claire. Sa tête est brune.

## Étymologie
Cette espèce est nommée en l'honneur de Madame J. Procter, F.Z.S. qui a, entre autres, analysé la dentition de l'holotype.

## Publication originale
- Loveridge, 1922 : New reptiles from Tanganyika Territory. Proceedings of the Zoological Society of London, vol. 1922, p. 313-315 (texte intégral).